# Lijst van voetbalinterlands Bosnië en Herzegovina - Wit-Rusland (vrouwen)
Deze lijst van voetbalinterlands is een overzicht van alle officiële voetbalinterlands tussen de nationale vrouwenteams van Bosnië en Herzegovina en Wit-Rusland. De landen hebben tot nu toe vier keer tegen elkaar gespeeld.

## Wedstrijden
| № | Plaats   | Datum             | Competitie                          | Wedstrijd                           | Uitslag |
| - | -------- | ----------------- | ----------------------------------- | ----------------------------------- | ------- |
| 1 | Mahiljow | 20 augustus 2001  | WK 2003 kwalificatie                | Wit-Rusland − Bosnië en Herzegovina | 5 − 2   |
| 2 | onbekend | 14 mei 2002       | WK 2003 kwalificatie                | Bosnië en Herzegovina − Wit-Rusland | 2 − 7   |
| 3 | Győr     | 22 september 2023 | UEFA Women's Nations League 2023/24 | Wit-Rusland − Bosnië en Herzegovina | 1 − 2   |
| 4 | Zenica   | 5 december 2023   | UEFA Women's Nations League 2023/24 | Bosnië en Herzegovina − Wit-Rusland | 1 − 0   |

## Samenvatting
| Competitie                  | Totaal gespeeld | Winst Bosnië en Herzegovina | Gelijk | Winst Wit-Rusland | Doelsaldo Bosnië en Herzegovina – Wit-Rusland |
| --------------------------- | --------------- | --------------------------- | ------ | ----------------- | --------------------------------------------- |
| WK-kwalificatie             | 2               | 0                           | 0      | 2                 | 4 − 12                                        |
| UEFA Women's Nations League | 2               | 2                           | 0      | 0                 | 3 − 1                                         |
| Totaal                      | 4               | 2                           | 0      | 2                 | 7 − 13                                        |